# Nostalgia, Ultra
Nostalgia, Ultra. (stylizowana pisownia: nostalgia, ULTRA) – debiutancki mixtape amerykańskiego wokalisty Franka Oceana, wydany 18 lutego 2011 roku. Tworząc album, Ocean inspirował się przeprowadzką do Los Angeles z powodu huraganu Katrina, który zniszczył jego rodzime miasto. Po dołączeniu do alternatywnej hip-hopowej grupy Odd Future w 2010 roku samodzielnie opublikował 18 lutego 2011 swój mixtape bez początkowej promocji.

## Lista utworów
| Nr  | Tytuł utworu                         | Produkcja                           | Długość |
| --- | ------------------------------------ | ----------------------------------- | ------- |
| 1.  | „Streetfighter”                      |                                     | 0:22    |
| 2.  | „Strawberry Swing”                   | Coldplay                            | 3:55    |
| 3.  | „Novacane”                           | Tricky Stewart                      | 5:03    |
| 4.  | „We All Try”                         | Happy Perez                         | 2:52    |
| 5.  | „Bitches Talkin’ (Metal Gear Solid)” | Radiohead                           | 0:22    |
| 6.  | „Songs 4 Women”                      | Happy Perez                         | 4:13    |
| 7.  | „LoveCrimes”                         | T-Wiz                               | 4:00    |
| 8.  | „Goldeneye”                          |                                     | 0:18    |
| 9.  | „There Will Be Tears”                | Mr Hudson, T-Wiz                    | 3:15    |
| 10. | „Swim Good”                          | Midi Mafia                          | 4:17    |
| 11. | „Dust”                               | Bei Maejor, T-Wiz                   | 2:34    |
| 12. | „American Wedding”                   | James Fauntleroy II                 | 7:01    |
| 13. | „Soul Calibur”                       |                                     | 0:18    |
| 14. | „Nature Feels”                       | Andrew VanWyngarden, Ben Goldwasser | 3:43    |